# Carol Schumacher
Carol Smith Schumacher (La Paz, 1960) é uma matemática estadunidense nascida na Bolívia, especializada em análise real, educadora matemática e autora de livros didáticos. É professora de matemática no Kenyon College e vice-presidente da Mathematical Association of America.

## Vida e formação
Nasceu em La Paz, Bolívia, filha de missionários, e cresceu na Bolívia falando inglês e espanhol. Graduada em matemática no Hendrix College em Conway, Arkansas.
Foi para a Universidade do Texas em Austin para estudos de pós-graduação, obtendo um Ph.D. em 1989 com uma tese sobre a teoria dos espaços de Banach, orientada conjuntamente por Edward Odell e Haskell Rosenthal.

## Reconhecimento
Recebeu o Distinguished Teaching Award de 2017 da Mathematical Association of America.